# Matthias Storme
Matthias Edward Storme (Gent, 8 juli 1959) is een Vlaams jurist en conservatief denker. Hij is gewoon hoogleraar aan de Katholieke Universiteit Leuven.

## Familie
Storme is afkomstig uit een vooraanstaande katholieke Gentse familie: zijn ene grootvader was August de Schryver, minister in de regering in ballingschap in London tijdens de Tweede Wereldoorlog, en zijn andere grootvader Jules Jacob Storme was hoogleraar aan de Rijksuniversiteit Gent. Zijn vader Marcel Storme was CVP-senator en hoogleraar in het procesrecht aan de Gentse rechtsfaculteit.
Storme is gehuwd met Lieve Vanschoubroek en heeft vier kinderen.

## Opleiding
Storme liep school aan het Gentse Sint-Barbaracollege. Hij vervolgde in 1970 met de Grieks-Latijnse humaniora.
In 1976 ging hij filosofie studeren aan de UFSIA en werd lid van KVHV Antwerpen. In 1978 vervolgde hij met een rechtenstudie aan de Katholieke Universiteit Leuven, waar hij in 1981 met onderscheiding afstudeerde. Aldaar was hij lid van KVHV Leuven, het Koninklijk Vlaams Rechtsgenootschap en K.V.H.C. Zuid-Oost-Vlaamse. Hij studeerde verder aan de Yale-universiteit, waar hij actief was in de Party of the Right en de Calliopean Society. Hij behaalde er zijn master in 1982. In 1983 vervolgde hij aan de Universiteit van Bologna en in 1984 aan het Max-Planck-Institut für ausländisches und internationales Privatrecht in Hamburg. In 1989 behaalde hij zijn doctoraatsdiploma met een verhandeling over De invloed van de goede trouw op contractuele schuldvorderingen met Walter Van Gerven als promotor.

## Advocaat
Storme is advocaat aan de balie van Gent. In 1995 was hij voorzitter van het Vlaams Pleitgenootschap bij de balie te Brussel, van 1996 tot 1998 lid van de Raad van de Orde van de Nederlandse Orde van Advocaten te Brussel en van 1998 tot 2000 lid van de Raad van Afgevaardigden van de Vereniging van Vlaamse balies. Hij hield de openingsrede aan de start van het werkjaar van de balie in 1991, 2000 en 2007.
Als advocaat verdedigde hij onder andere de inwoners van Doel tegen de uitbreidingsplannen van de Antwerpse haven en de "dienstweigeraars" die bij de verkiezingen van 2007 weigerden te zetelen uit protest tegen de ongrondwettigheid van de kieskring Brussel-Halle-Vilvoorde. Hij trad op als arbiter in zaken van Cepani en de Internationale kamer van koophandel. Hij trad ook op in procedures voor het Grondwettelijk Hof, onder meer in de procedures tegen de inperking van het beroepsgeheim van advocaten, de wijziging van de kieswet, de niet-splitsing van BHV en de antidiscriminatiewetten.

## Verenigingsleven en politiek
Van 1996 tot 2004 was Storme nationaal voorzitter van het Verbond der Vlaamse Academici en van 1996 tot 2000 van het Overlegcentrum van Vlaamse Verenigingen. Hij is voorzitter van de Orde van de Vlaamse Leeuw en lid van onder meer de Orde van den Prince, de Marnixring, het ANV, K.A.V. Lovania Leuven, de N-VA en van denktanks zoals Nova Civitas, Libera! en In de Warande. Hij publiceert op regelmatige basis in het rechtse tijdschrift Doorbraak.
Naar aanleiding van de veroordeling van het Vlaams Blok wegens inbreuken op de Belgische antiracismewet in 2004, verklaarde hij aan De Morgen dat, aangezien alle zogenaamd democratische partijen de "vrijheidsbeknottende" racismewet mee hadden goedgekeurd, het nu "bijna een morele plicht was om op het Vlaams Blok te stemmen". Omwille van die uitspraak nam Storme ontslag uit het partijbestuur van de N-VA. In 2011 werd hij opnieuw lid van de partijraad en het partijbestuur. In 2012 werd hij verkozen voor de Gentse gemeenteraad, maar eind 2013 beëindigde hij zijn mandaat vroegtijdig om professionele redenen (regels inzake onverenigbaarheden voor advocaten). In 2014 en 2019 stond hij op de lijst van de N-VA voor het Europees parlement.
In 2014 werd hij door het Vlaams Parlement aangesteld als bestuurder van het Interfederaal Gelijkekansencentrum, wat voor controverse zorgde.
Eind 2014 werd Storme door de Vlaamse regering aangeduid als bestuurslid van de Vlaamse Regulator voor de Media en werd er voorzitter in 2020.
Sinds 2022 is hij lid van de Federale Deontologische Commissie.

## Academische activiteiten
Storme is gewoon hoogleraar aan de KU Leuven en buitengewoon hoogleraar aan de Universiteit Antwerpen. Hij doceert Belgisch, Europees en internationaal burgerlijk en handelsrecht, rechtsvergelijking en rechtsfilosofie, alsook vergelijkende levensbeschouwing. Hij was een tijdlang gasthoogleraar aan de China-EU School of Law in Beijing. Hij was tot 2012 bestuurslid van het pluralistisch reflectiecentrum "Pieter Gillis" van de Universiteit Antwerpen.
Hij publiceert vooral in het privaatrecht en probeert elementen van rechtsvergelijking te integreren. In zijn proefschrift over de goede trouw ontwikkelde hij onder meer het leerstuk van de lasten, geïnspireerd door de Duitse leer van de Obliegenheiten. Hij bouwde verder aan de vertrouwensleer in het privaatrecht, onder meer in zijn preadvies voor de Vereniging voor de vergelijkende studie in België en Nederland. Hij werkte aan een verdere systematisering van de algemene begrippen van het vermogensrecht, rond leerstukken als vertegenwoordiging, beschikkingsbevoegdheid, afgescheiden vermogens, trustachtige figuren, eigendom van effecten, systematisering van zekerheidsrechten en dergelijke.
Hij publiceerde rechtstheoretische en rechtshistorische bijdragen over de ontwikkeling van het recht, in het bijzonder over de ontwikkeling van recht doorheen de rechtspraak en over de juridisering van sociale verhoudingen. Daarnaast publiceerde hij over rechtsvergelijkende en grondwettelijke vraagstukken en schrijft hij aan een overzicht van rechtsstelsels van de wereld. Hij is namens de Vlaamse regering expert in de Belgische Commissie inzake het Kaderverdrag inzake de bescherming van nationale minderheden. Hij publiceerde ook over vergelijkende levensbeschouwing ("Tussen God en Caesar", uitgegeven door Pelckmans in 2011).
Van 1992 tot 2003 was hij lid van de Commission on European Contract Law. Sinds 2000 is hij lid van de Study Group on a European Civil Code en van de Acquis Group, die beide werken aan het ontwerp van een Common Frame of Reference voor het contractenrecht in de Europese Unie. Storme was lid van de tienkoppige "CRT" die het werk finaliseerde in het kader van het 6e kaderprogramma van de EU. Storme is lid van de Académie des Privatistes Européens in Pavia en mede-oprichter van het European Law Institute.
Hij is co-hoofdredacteur van het European review of private law/Europäische Zeitschrift für privatrecht/Revue européenne de droit privé, dat hij in 1991 mee oprichtte. Hij is tevens lid van de kernredactie van het Tijdschrift voor Privaatrecht en sedert 2014 co-directeur van het tijdschrift.

## Erkenning
- 2000 – André Demedtsprijs van de Kortrijkse Marnixringen Broel en Kleikop
- 2005 – Prijs voor de Vrijheid van Nova Civitas[4][5]
- 2006 – Eresenaat van de BVSE/UEF